# Distrito de Sonbhadra
Sonbhadra (en hindi; सोनभद्र ज़िला, urdu; سون بھدر ضلع) es un distrito de India en el estado de Uttar Pradesh. Código ISO: IN.ISO.
Comprende una superficie de 6 788 km².
El centro administrativo es la ciudad de Robertsganj. Dentro del distrito se encuentra la ciudad de Kota y el pueblo de Obra.

## Demografía
Según censo 2011 contaba con una población total de 1 862 612 habitantes.